# 니시테쓰히라오역
니시테쓰히라오역(일본어: 西鉄平尾駅)은 일본 후쿠오카현 후쿠오카시 주오구에 위치한 서일본 철도 덴진오무타 선의 역이다. 역 번호는 T 03이다.
이전의 여객용 안내에서는 "니시테쓰"를 생략하고 "히라오 역"으로 안내되었다, 역명에 이름이 붙어 있는 것은 과거 국철 지쿠히 선에 히라오 역이 존재했기 때문이다.

## 역사
- 1924년 4월 12일: 하치만역으로 개통 이후 히라오역으로 역명 변경(시기 불명).
- 1942년 9월 22일: 니시테쓰히라오역으로 역명 변경.
- 1955년: 역사 개축.
- 1978년 3월 3일: 니시테쓰히라오 ~ 오하시 구간 고가화.
- 1993년 12월 25일: 역사 개축.
- 1995년 3월 25일: 니시테쓰 후쿠오카 ~ 니시테쓰히라오 간 고가화.
- 2004년 8월 1일: 복합형 신역사 건설 공사 시작.
- 2006년 3월 1일: 복합형 신역사 건설 공사 완료.
- 2008년 5월 18일: IC카드 nimoca 공용 개시.
- 2017년 2월 1일: 역 번호 도입.

## 역 구조
상대식 승강장 2면 2선의 고가역이다. 출입구와 개찰은 2곳이다. 주차장은 역전 도로를 넘은 남쪽에 있다.
현재는 1번 승강장(니시테쓰 후쿠오카 행) 옆의 역 건물쪽과 역 승강장 속(주차장 측)에 위치한다.
과거에는 개수 공사 영향으로 히라오 버스 정류장(하카타 역 계통) 전에 개찰구가 이동한 일이 있었지만 지금은 헐렸다.

## 이용 현황
| 연도 | 1일 평균 승차 인원 | 1일 평균 승하차 인원 |
| ---- | ------------------ | -------------------- |
| 1996 | 6,137              | 12,592               |
| 1997 | 6,236              | 12,764               |
| 1998 | 6,167              | 12,534               |
| 1999 | 6,208              | 12,462               |
| 2000 | 6,200              | 12,375               |
| 2001 | 6,107              | 12,230               |
| 2002 | 6,052              | 12,085               |
| 2003 | 6,022              | 12,063               |
| 2004 | 5,795              | 11,581               |
| 2005 | 5,874              | 11,636               |
| 2006 | 6,181              | 12,282               |
| 2007 | 6,027              | 12,028               |
| 2008 | 6,000              | 11,911               |
| 2009 | 5,707              | 11,364               |
| 2010 | 5,663              | 11,335               |
| 2011 | 5,601              | 11,195               |
| 2012 | 5,668              | 11,346               |
| 2013 |                    | 11,826               |
| 2014 |                    | 11,887               |
| 2015 |                    | 12,648               |
| 2016 |                    | 12,656               |

## 역 주변
- NTT 히라오 빌딩
- 규슈 에너지 회관
- 규슈 전력 기념 체육관
- 후쿠오카 시 동.식물원
- 후쿠오카 적십자 병원
- 오이카와 병원

## 인접역
| 서일본 철도 ■ 덴진오무타 선 덴진오무타 선 | 서일본 철도 ■ 덴진오무타 선 덴진오무타 선 | 서일본 철도 ■ 덴진오무타 선 덴진오무타 선 |
| ----------------------------------------- | ----------------------------------------- | ----------------------------------------- |
| T02 야쿠인 니시테쓰 후쿠오카(덴진) 방면   | ■ 보통                                    | 다카미야 T04 오무타 방면                  |